# Боргхольцхаузен
Боргхольцхаузен (нем. Borgholzhausen) — город в Германии, в земле Северный Рейн-Вестфалия.
Подчинён административному округу Детмольд. Входит в состав района Гютерсло. Население составляет 8620 человек (на 31 декабря 2010 года). Занимает площадь 55,84 км². Официальный код — 05 7 54 004.
Город подразделяется на 12 городских районов.

## История
Найденные захоронения бронзового века в округах Олдендорф, Казум и в квартале Боргхольцхаузен предполагают, что поселение на этом месте существовало примерно с 1500 г. до н. э. С 1096 года это место называлось «Холтус», но из-за своей близости к замку Равенсберг, который был построен в 1317 году, он был переименован в «Боргхольцтхаузен». В том же году его впервые называют «oppidum» (провинциальный город). 
17 апреля 1719 года Фридрих Вильгельм I присвоил Боргхольцхаузену вместе с другими местами Равенсберга в статус города, что привело к модернизации городской администрации.
В XVI-XVII веках основной деятельностью жителей Боргхольцхаузена было льняное ткачество. Примерно с 1740 года в городе поселились пряничные пекари из соседнего города Диссен. В 1827, 1830 и 1861 годах в городе были созданы пряничные фабрики. После 1873 года было добавлено несколько мясных фабрик. В 1880 году в Боргхольцхаузене был построен первый паровой молочный завод в Вестфалии.